# Марк Скантий
Марк Скантий (Markus Scantius) е политик на Римската република през началото на 3 век пр.н.е.
През 293 пр.н.е. той е народен трибун. Консули са Луций Папирий Курсор и Спурий Карвилий Максим. Той съди Луций Постумий Мегел, вероятно заради начина на провеждането на триумфа му през 294 пр.н.е. и не му дава исканата от него служба на легат при Спурий Карвилий Максим.